# Alberto Giacometti
Alberto Giacometti (Borgonovo, Švicarska, 10. listopada 1901. – Chur, Švicarska, 11. siječnja 1966.), švicarski kipar i slikar, živio je u Francuskoj. Nakon 1927. napušta kubizam i počinje raditi plošne, radikalno pojednostavljene glave. Godine 1932. pod Picassovim utjecajem stvara žičane konstrukcije nalik prozračnim kavezima, kao trodimenzionalne pandane nadrealističkim slikama.

## Životopis

### Rano djetinjstvo
Alberto je bio prvo od četvero djece u obitelji. U djetinjstvu je bio sramežljiv, dobrog zdravlja, vrlo sretno dijete i iznimno talentiran za likovnu umjetnost. S jedanaest godina je naučio slikati, a s dvanaest je već napravio poprsje svog brata Diega. Njegov otac, Giovanni, bio je slikar postimpresionističke škole poznat po svojim svijetlo obojanim portretima i krajolicima. Na prvoj slici malog Alberta našao se snjegović, kojeg je nacrtao na malom koferu, okruženog sa sedam patuljaka.

### Školovanje
Godine 1915. Giacometti napušta roditeljski dom kako bi pohađao privatnu školu gdje pokazuje zanimanje za književnost i impresionira učitelje svojim crtežima i skulpturama. Vrijeme provedeno u školi rezultiralo je zaraznom bolešću koju je dobio. Zbog te je bolesti trpio jake bolove u vratu. Sve je na kraju rezultiralo neplodnošću. Bolest je uzrokovala privremenu impotenciju, ali iako se kasnije oporavio bilo je razdoblja u kojima bi se ona opet pojavila. Jako su ga preplašil problemi s njegovom seksualnošću. S osamnaest godina je napustio školu u cilju da se sabere. Nedugo nakon toga objavio je da će posvetiti svoj život umjetnosti. Roditelji su bili zadovoljni njegovom odlukom i poslali su ga u Ženevu, a tamo je gotovo odmah krenuo na predavanja kiparstva na Akademiji umjetnosti. Također je pohađao crtanje na Akademiji finih umjetnosti. 

### Život u Rimu
Naredne godine Giacometti je putovao s ocem u Italiju gdje je proučavao radove renesansnih umjetnika kao što su Tintoretto i Giotto. Mladi Giacometti je bio dirnut umjetnošću i ponekad čak preplašen osjećajima koji su ga obuzimali. Nakon što se njegov otac vratio u Švicarsku, Giacometti je ostao živjeti kod svoje rodbine u Rimu. Ondje je bio obuzet barokom, ranokršćanskom i egipatskom umjetnošću. Također je razvio jasne osjećaje prema svojoj rođakinji Bianci, te je počeo slikati njeno poprsje. Ipak, poziranja nisu dobro prošla tako da skulptura nije nikad dovršena. U Rimu je imao i prvo iskustvo s prostitutkama te je nastavio posjećivati bordele do kraja svog života smatrajući to najboljim načinom oslobađanja seksualne energije bez komplikacija s razočaranjima i emocionalnom povezanošću. 

### Život u Parizu
S navršenom 21 godinom Giacometti je otišao u Pariz, tada centar umjetničkog svijeta, gdje se susreo s kiparom Antoineom Bourdelleom, učeći tehniku kiparstva. Živio je u hotelima, lutao getom i nalazio oslobođenje u Sphinxu, pariškom najpoznatijem bordelu. Konačno, 1925., bio je spreman pokazati javnosti svoje radove, te je prikazao dva djela. Jedno je bilo konvencionalno poprsje, a drugo torzo na kojem se vidio utjecaj kubizma. Ta djela su bila među posljednjim koja su nalikovala ljudskom obliku. Njegova nezadovoljenost kiparenjem kroz život je nastavljena i do polovine dvadesetih godina kada je u potpunosti odustao. Odustajanje u korist povećanja apstrakcije predmeta uzetih iz njegove mašte. Ovi enigmatski radovi su privukli pažnju grupe mladih nadrealista koji su ga pozvali da im se pridruži. Sljedećih nekoliko godina on je sudjelovao u njihovim aktivnostima, objašnjavao djela novinama i izlagao skulpture, a sve kako bi podigao svoj ugled u umjetničkom svijetu. Radovi iz tog razdoblja kao što su Suspendirana lopta (en.:Suspended Ball, 1930. – 1931.), Ruka uhvaćena prstom (en.:Hand Caught by a Finger, 1932.) i Žena s prerezanim vratom (en.:Woman with Her Throat Cut, 1932.) su nesigurna, bude sjećanja i vrlo su intelektualna. Svako od njih je kratak esej nadrealističkih principa. 
Do 1933. godine Giacometti je uspostavio veze među prodavačima slika, kolekcionarima, kritičarima i slavnim umjetnicima kakve uspješna karijera slikara i zahtijeva. Ovo mu je većinom omogućeno zbog suradnje s nadrealistima. Opet je počeo istraživanje na prirodnom obliku tijela znajući da će prekršiti nadrealističku doktrinu. Radovi koji su produkt toga su: Nevidljivi objekt (en.:Invisible Object, 1934. – 1935.) i Hodajući gol (en.:Walking Nude, 1933. – 1934.). Ovim radovima je podlegao oštrim kritikama nadrealista te je naposljetku izbačen iz udruge 1934. godine.

### Drugi svjetski rat
Dvije godine kasnije izbio je Drugi svjetski rat i od ljeta 1940. Pariz je bio okupiran od strane Nacista. Kao građanin neutralne Švicarske nije imao obavezu ostati, ali je ipak ostao do godine 1941. kada je na majčin zahtjev otišao živjeti s njom u Ženevu. Tamo je sreo, zaljubio se i oženio devetnaestogodišnju Annette Arm. Njihova složena, seksualno otvorena i međusobno sretna veza je trajala do Giacomettijeve smrti.

### Preokret u karijeri
Nakon završetka rata par se vratio u Pariz. Giacometti se tada šalio da je mogao prevesti sve što je stvorio u Ženevi u šest kutija šibica. Odmah nakon dolaska u Pariz doživio je velik preokret. Naime, jedne noći u kinu se okrenuo prema publici i odjednom shvatio kako su tanki, s njegovog pogleda, vidio je koliko praznog mjesta ima među njima. Kad se vratio u svoj atelje pokušao je napraviti ono što je vidio.
Noć (en.: Night, 1946.), Čovjek pokazuje (en.: Man pointing, 1947.), Gradski trg (en.: The City Square, 1948.) i Hodajući brzo kroz kišu (en.: Walking Quickly Under Rain, 1949.) su varijacija tamno obojanih i dramatičnih tema. Svaku od ljudskih figura su dijelile dvije karakteristike koje su obilježile Giacomettijeve radove od ovog perioda na dalje. Prvo, površina skulptura je hrapava i hrđava. Drugo, njihova torza, glave, ruke i noge su izdužene, skoro dovedene do slomljenosti. Kritičari su odmah uvidjeli snažnu metaforiku. Alberto se koristi prikazom ljudske egzistencije bez radosti i značenja. Također je vidljivo Giacomettijevo prijateljstvo s filozofom Jean-Paulom Sartreom i povezanost Giacomettijevih skulptura s temama Sartreove egzistencijalističke filozofije. Ipak, Giacometti je tvrdio da nije vodio računa o filozofskim implikacijama svojih djela. 
Godine 1948. izložba njegovih najnovijih skulptura dogodila se u New Yorku i ubrzo su njegovi 'tanki ljudi' postali ikona dvadesetog stoljeća. Od tada je svaka izložba moderne umjetnosti uključivala i Giacomettijeve skulpture. 1962. godine je dobio nagradu za skulpture na venecijanskoj izložbi Bieniale. Tri godine kasnije dobiva nagradu francuske vlade Grand Prix National des Arts. Bio je poznat po cijelom svijetu i postajao je puno zdraviji. Također je nastavio živjeti kako je uvijek živio, između Ženeve i Pariza. Polovinom 50-ih godina je započeo vezu s mladom prostitutkom koja se navodno zvala Caroline, ali njeno pravo ime je zapravo nepoznato. Iznenađen 23-godišnjom sitnom plavušom, ubrzo je postala njegova ljubavnica te najčešći model. Giacometti je kroz slikanje Caroline i Annette otkrio novi interes za slikanje portreta kroz sljedeće godine. 

### Smrt
Polovinom 60-ih godina zdravlje mu se počinje pogoršavati tako da naposljetku umire zbog srčanih problema 11. siječnja 1966. u Švicarskoj u društvu brata Diega, Annette i Caroline.

## Značajniji radovi
- Nevidljivi objekt, 1934.
- Palača u 4 sata ujutro, 1932.
- Žena s prerezanim grkljanom, 1932.
- Viseća kugla, 1931.
- Nos, 1947.

## Vanjske poveznice
- Bografija Alberta Giacomettija
- Galerija Giacomettijevih radova
- Alberto Giacometti Online